# Cobitis evreni
Cobitis evreni is een straalvinnige vissensoort uit de familie van de modderkruipers (Cobitidae). De wetenschappelijke naam van de soort is voor het eerst geldig gepubliceerd in 2008 door Erk'akan, Özeren & Nalbant.